# Spinaria triangulifera
Spinaria triangulifera är en stekelart som beskrevs av Van Achterberg 2007. Spinaria triangulifera ingår i släktet Spinaria och familjen bracksteklar. Inga underarter finns listade i Catalogue of Life.